# Eublemmistis chlorozonea
Eublemmistis chlorozonea là một loài bướm đêm trong họ Noctuidae.